# Lunz am See
Lunz am See osztrák mezőváros Alsó-Ausztria Scheibbsi járásában. 2022 januárjában 1786 lakosa volt. 

## Elhelyezkedése

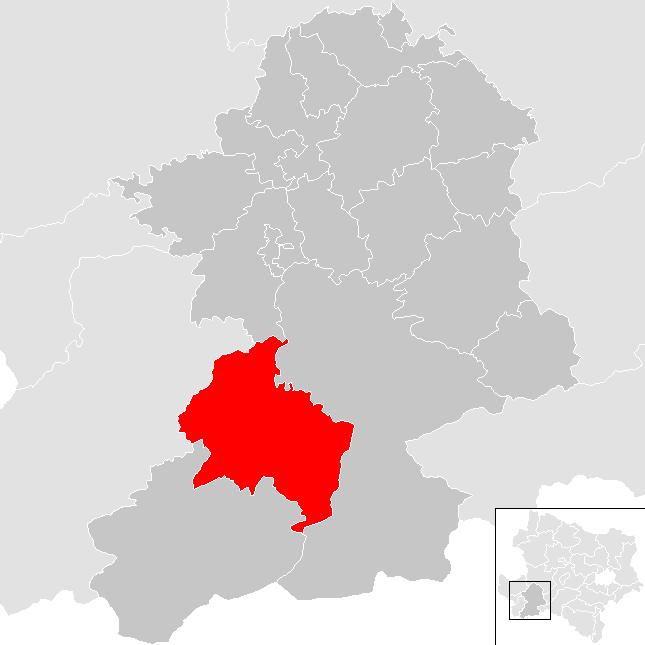
Lunz am See a Scheibbsi járásban

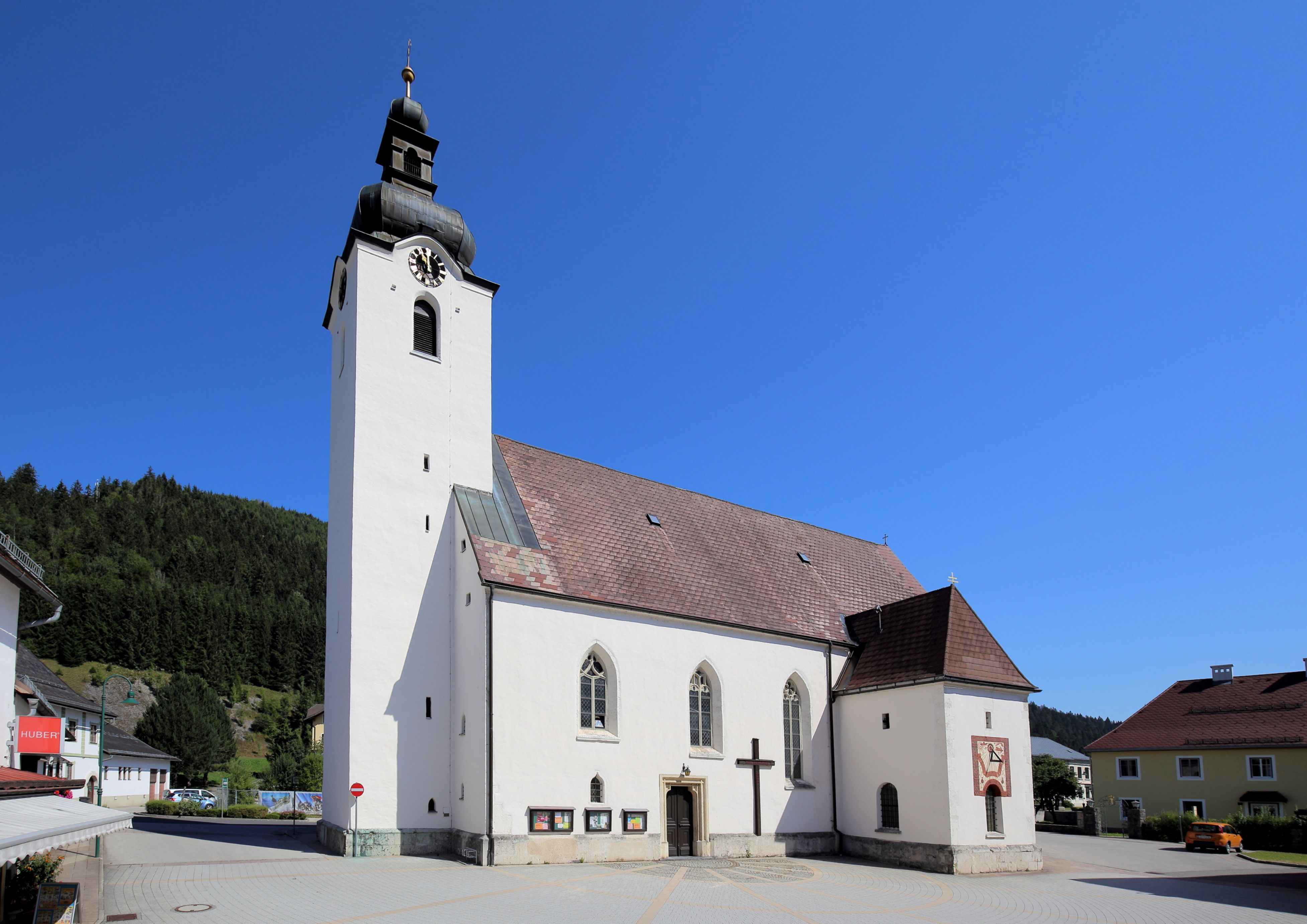
A Háromkirályok-plébániatemplom

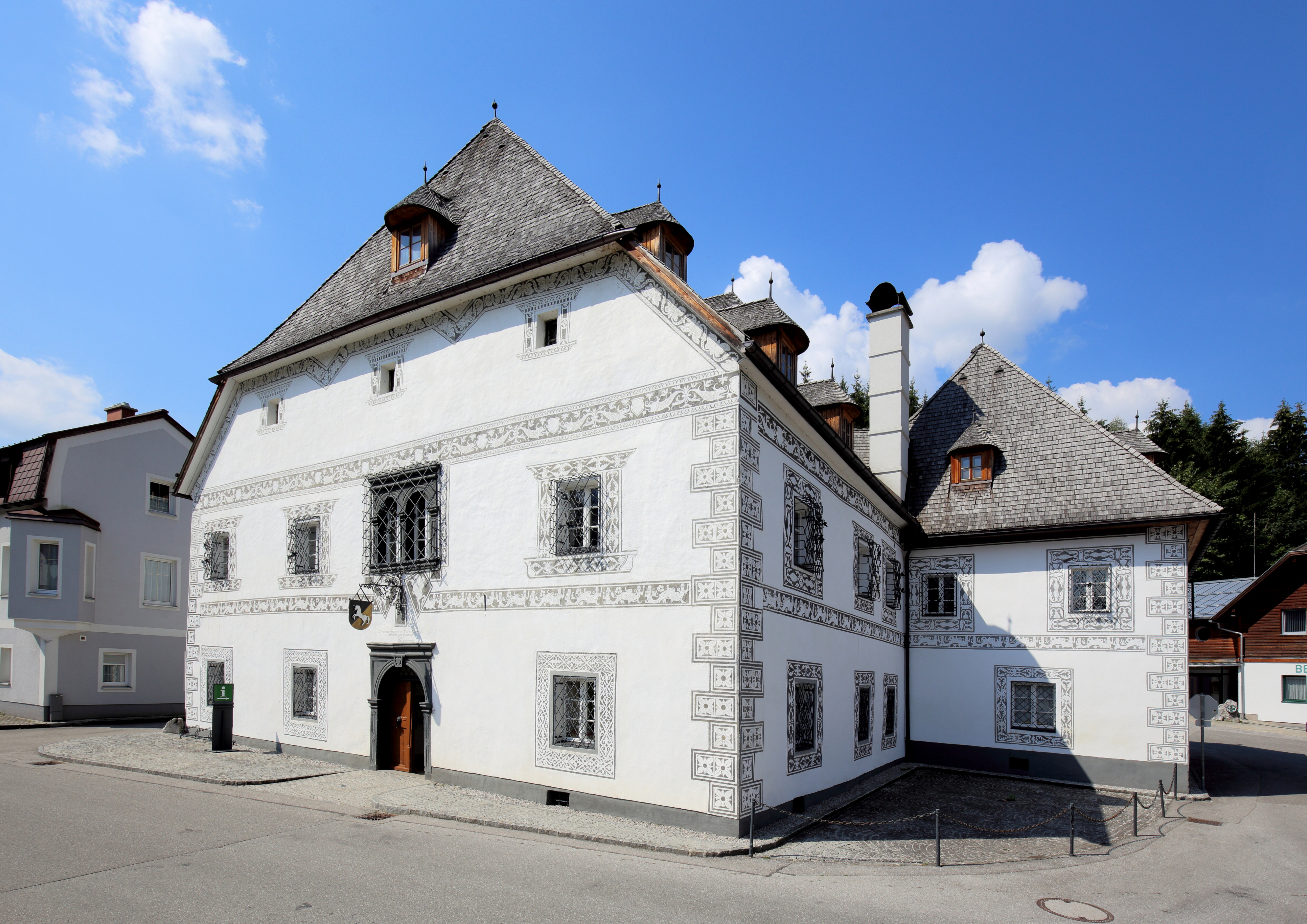
Az Amonhaus

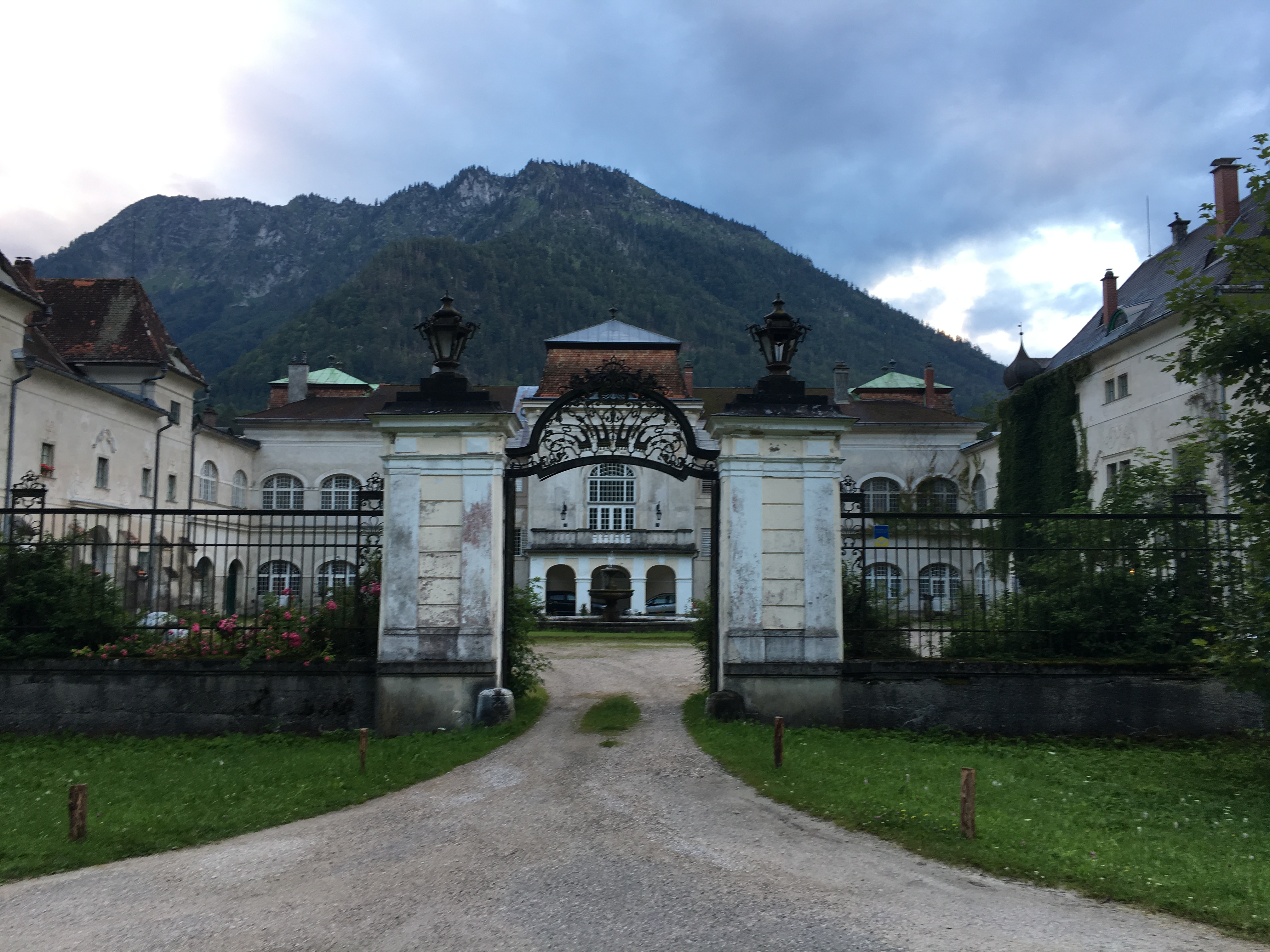
A Seehof kastély

Lunz am See a tartomány Mostviertel régiójában fekszik, az Eisenwurzen történelmi tájegységben, az Ybbs (helyi nevén Ois) folyó mentén, az Ybbstali-Alpokban.   Legnagyobb állóvize a Lunzi-tó. Területének 81,1%-a erdő, 12% áll mezőgazdasági művelés alatt. Az önkormányzat 7 katasztrális községre tagolódik: Ahorn, Bodingbach, Hohenberg, Lunzamt, Lunzdorf, Seekopf és Weißenbach.
A környező önkormányzatok: északra Gresten-Land, keletre Gaming, délnyugatra Göstling an der Ybbs, nyugatra Sankt Georgen am Reith, északnyugatra Ybbsitz.

## Története
A település területén talált 4 ezer éves kőbalta alapján a régió már az újkőkorban is lakott volt. Lunzot először 1203-ban említik az írott források. 1340-ben III. Albert herceg szerezte meg a Lunzot és a környékbeli erdőket és a gamingi apátságnak adományozta. Templomának első említése 1392-ből származik. A falu gazdasága ekkor már a vasércfeldolgozáson alapult; ebből a célból vashámorok sora épült a folyó mentén. Lunz ekkori prosperálását tanúsítja a reneszánsz stílusban 1551-ben épült Amonhaus.
1832-ben Andreas Tüpper scheibbi vállalkozó vízhajtású vashengerművet alapított a településen. AZ 1890-es években megépült a keskeny nyomtávú Ybstalbahn, amely lehetővé tette a helyi áruk gyors szállítását (1988-ban a forgalmat megszüntették a vonalon és csak nosztalgiajárat közlekedik rajta).  
1932-ben az önkormányzat területén, a Grünloch dolinában jegyezték fel a valaha mért legalacsonyabb hőmérsékletet Közép-Európában, -52,6 °C-ot. 
Az 1938-as Anschlusst követően Lunzot a Német Birodalom Niederdonaui gaujába sorolták be. A Lunzi-tó partján kiképzőtábort létesítettek a Hitlerjugend számára. A második világháború után a település ismét Alsó-Ausztria részévé vált.

## Lakosság
A Lunz am See-i önkormányzat területén 2021 januárjában 1786 fő élt. A lakosságszám 1961-ban érte el a csúcspontját 2340 fővel, azóta fokozatos csökkenés tapasztalható. 2019-ben az ittlakók 96,7%-a volt osztrák állampolgár; a külföldiek közül 1,5% a régi (2004 előtti), 1,3% az új EU-tagállamokból érkezett. 2001-ben a lakosok 95,6%-a római katolikusnak, 1% evangélikusnak, 2,5% pedig felekezeten kívülinek vallotta magát. Ugyanekkor a legnagyobb nemzetiségi csoportot a németek (99,1%) mellett a magyarok alkották 0,2%-kal (5 fő).  
A népesség változása:

| 2016 | 1 794 |
| 2018 | 1 806 |

## Látnivalók

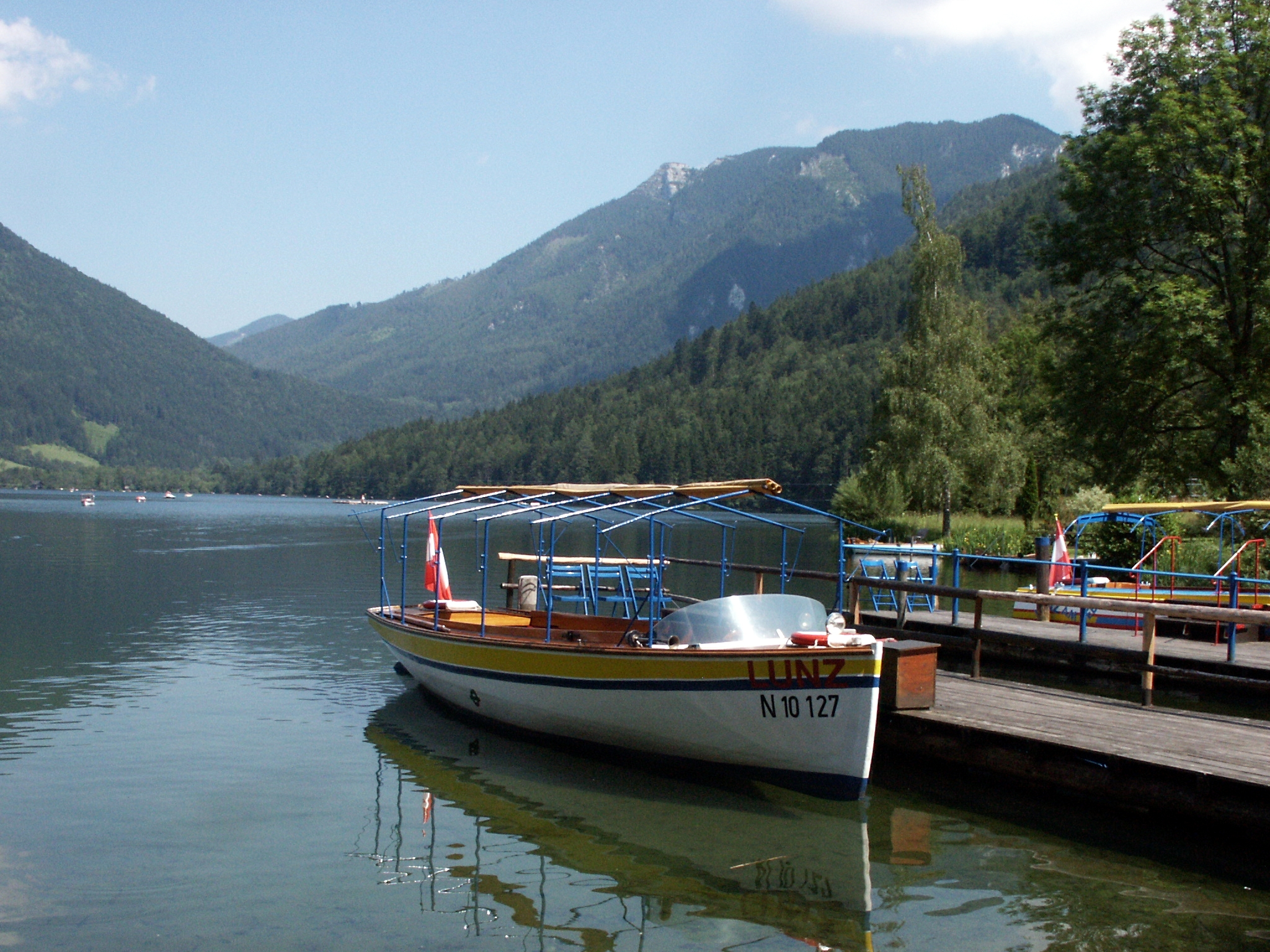
A Lunzi-tó

- a Seehof kastély (2003-ig Lunzi biológiai állomás)
- a Háromkirályok-plébániatemplom
- az Amonhaus (ma városháza, illetve múzeum)
- a 60 méteres Ludwig-vízesés

## Fordítás
- Ez a szócikk részben vagy egészben  a   Lunz am See című német Wikipédia-szócikk ezen változatának fordításán alapul.  Az eredeti cikk szerkesztőit annak laptörténete sorolja fel. Ez a jelzés csupán a megfogalmazás eredetét és a szerzői jogokat jelzi, nem szolgál a cikkben szereplő információk forrásmegjelöléseként.